# Cvetkova pijaca
Cvetkova pijaca (nekad i samo Cvetko) je naziv jednog od beogradskih i zvezdarskih krajeva, čiji naziv potiče od Cvetkove mehane odn. Cvetkove pijace, koji su opet nazvani po lokalnom preduzetniku, Cvetku Jovanoviću. U oglasima za nekretnine kraj se navodi kao "Cvetkova pijaca" a u svrhu prostorne odrednice kaže se i „kod Cvetka”, „do Cvetka” i drugo.

## Položaj
Cvetko se nalazi duž Bulevara Kralja Aleksandra (ranije Revolucije), na polju južno od zvezdarskog brda, na najistočnijem delu ranijeg vračarskog područja — odatle naziv Vračarsko polje. Kraj je udaljen oko 3,5 kilometra od centra Beograda (Terazija), prostire se oko pijace. U okolini su krajevi Konjarnik, na jugu i Lion na zapadu.
Administrativno rečeno, na samom prostoru pijace se graniče mesne zajednice MZ Zvezdara (zapad) i Zeleno Brdo (istok), a sa druge strane Bulevara se nalaze MZ Vračarsko polje (jugozapad) i MZ Ćirilo i Metodije (jugoistok).

### MZ Vračarsko polje
Granice mesne zajednice "Vračarsko polje" su: ul. Stanislava Sremčevića (prema severozapadu i zvezdarskoj MZ Lipov Lad, Bulevar K.A. (severoistok, uglavnom MZ "Zvezdara" i malo MZ Zeleno Brdo), ul. Topalovićeva, Donska i iznad Doma Zdravlja Zvezdara (jugoistok, MZ Ćirilo i Metodije) i ul. Vojislava Ilića prema opštinama Vračar i Voždovac. Glavna ulica ovog područja je Gospodara Vučića, koja se spaja sa Bulevarom kod pijace (južno) i dalje vodi ka Autokomandi (generalno na zapad), dolinom bivšeg Čuburskog potoka.

## Karakteristike
U kraju preovladavaju porodične kuće. Višespratnice sa komercijalnim sadržajima u prizemlju, izgrađene 1970-tih, nalaze se duž Bulevara, zapadno od pijace. Istočno, između Bulevara i ul. Vjekoslava Kovača se nalazi šest solitera u nizu, sa fasadom od crvene opeke, kosih krovova, izgrađeni 1950-tih. U okolini pijace (uz koju se nalazi i supermarket i niz lokala) nalaze se: prema severoistoku, jedan objekat beogradskog vodovoda i Sportski centar "Zvezdara", poznatiji kao "Olimp", sa bazenima i raznim terenima; prema jugoistoku je Dom zdravlja Zvezdara. Prema popisu iz 2002. kraj (MZ Vračarsko polje) ima 4843 stanovnika.

## Istorija
U 1930-tim, područje Cvetka je bilo daleki istočni kraj Beograda. Preduzetnik beogradski, Cvetko Jovanović, posedovao je ovdašnju kafanu (mehanu) i okolne placeve, pa će kraj postati poznat kao Cvetkova Mehana.
Posle Prvog svetskog rata, kraj oko Olimpa su naselili Kalmici, poreklom sa obala Kaspijskog mora, begunci od Ruskog građanskog rata nakon revolucije 1917. Oni su 1929. u Budvanskoj ulici (koja se nalazi između Kozarčeve i Virpazarske ulice severozapadno od Istočne kapije Beograda) podigli budistički hram, pagodu mongolskog tipa, tzv. Kalmički budistički hram u Beogradu, razrušen 1944.